# Anders Linder (präst)
Anders Linder, född 31 december 1746, död 31 augusti 1817 i Linderås församling, Jönköpings län, var en svensk präst. 

## Biografi
Anders Linder föddes 1746 och var son till klockaren i Linderås församling. Han blev 1769 student vid Uppsala universitet och prästvigdes 1773. Linder blev pastorsadjunkt i Tryserums församling, 1780 i Ekeby församling, 1783 i Åby församling, 1784 i Torpa församling, 1784 i Vallerstads församling, 1786 i Hällestads församling och 1788 i Linderås församling. Han blev 1788 komminister i Linderås församling och 1805 kyrkoherde i församlingen. Linder avled 1817 i Linderås församling.

### Familj
Linder gifte sig 1789 med Maria Margareta Ollman. Hon var dotter till en kvartermästare i Åsbo församling. De fick tillsammans dottern Anna Linder.